# Porque hoy es sábado con Andrés
Porque hoy es sábado con Andrés (o simplemente Sábado con Andrés) fue un programa de televisión peruano sabatino de entretenimiento y ayuda social, presentado por Andrés Hurtado y producido por AH Gold Entertaiment para la cadena Panamericana Televisión.

## Historia
El programa se emitió por primera vez el 13 de septiembre de 2014 en Panamericana Televisión. Fue producido y realizado completamente por Andrés Hurtado a través de su empresa AH Gold Entertainment. Inicialmente, el programa se caracterizaba por estar dedicado al entretenimiento y a la ayuda social, pero poco a poco se fue centrando más en esto último, prestando asistencia mediante patrocinadores y visibilizando a las personas menos favorecidas de la sociedad peruana. Si bien Sábados con Andrés tenía poca audiencia, un punto de rating según Ibope, este empezó a ganar dinero por publicidad a precios supuestamente elevados.
El espacio televisivo ha tenido cierta controversia por mostrar muchas veces escenas crudas o contenido no apto para menores en un horario familiar, haciendo uso en algunas ocasiones de humor negro. Además que recibió llamadas de atención de Ministerio de la Mujer.
En el programa se han presentado distintos personajes y figuras del ambiente artístico y de la industria del entretenimiento de nivel nacional e internacional, como Eva Ayllón, Lucía de la Cruz, Lucila Campos, Cecilia Bracamonte, Laura Bozzo, Jorge Benavides y su elenco de El wasap de JB en ese entonces, Ricardo Morán, Adolfo Aguilar, William Luna, Eusebio "Chato" Grados, Pablo Villanueva "Melcochita", Camucha Negrete, Bettina Oneto, Jesús Morales, Amparo Brambilla, Los Shapis, Iván Cruz, Jean Paul Strauss, Maricarmen Marín, La India, Village People, Charlie Zaa, Julio Sabala, Susana Giménez, José Luis "Puma" Rodríguez, Tito Nieves, Antonio Cartagena, Emilio Estefan, Jaime Maussan, Niurka Marcos, Carlos Villagrán ("Quico"), María Antonieta de las Nieves ("La Chilindrina"), Verónica Castro, Marcelo Tinelli e Ismael Cala, entre muchos otros.
En 2022 se confirmó una versión internacional planificada para la cadena mexicana TV Azteca cuya fecha de lanzamiento se mantuvo en reserva.

## Sucesos importantes del programa y controversias

### Detención en Venezuela
En diciembre de 2017 Andrés Hurtado, en una entrevista al canal CNN, acusó ser víctima de detención ilegal y tortura en Venezuela. Hurtado había anunciado en su programa que iba a trasladar al Perú a 130 niños venezolanos con ayuda de la ONG opositora, "Unión Venezolana" para reencontrarlos con sus padres refugiados. Cuando se encontraba en el Aeropuerto Internacional de Maiquetía Simón Bolívar de Caracas, fue detenido por fuerzas del gobierno de Nicolás Maduro:
«Cruzo migraciones y también cruzan 18 niños. Vienen miembros del servicio secreto, me arranchan el celular y me quitan el pasaporte y dicen "él es". Entre 20 hombres me llevan a migraciones y me llevan a otro cuarto y me torturan. Y me dicen 'tú no vas a salir nunca a este país'».
El gobierno de Maduro aseguró que Hurtado estaba cometiendo el delito de trata de personas, pues varios documentos presentados por Unión Venezolana, para ellos, son fraudulentos.

### Supuesto tratamiento contra la COVID-19
En abril de 2020, el presentador del programa, Andrés Hurtado, difundió en su programa de televisión y por sus redes sociales que el agua con vinagre y limón eliminaba el virus de la garganta. Días después el presentador pidió disculpas debido a una confusión al interpretarse erróneamente como tratamiento para la infección de garganta y no contra la COVID-19.

### Campaña "Respira Perú"
En julio de 2020, el programa realizó una telemaratón denominada "Respira Perú" con el fin de recaudar dinero en pro de la adquisición de plantas de oxígeno y balones para distribuirlos en las zonas con más afectados por el covid-19. La campaña se vio sumada por la Conferencia Episcopal Peruana, la Sociedad Nacional de Industrias y el Grupo Educativo USIL. La misma logró recaudar más de 8 millones de soles en 5 horas de programa.
En febrero de 2021, volvió a repetirse la campaña recaudando más un millón de soles. "Respira Perú" ha sido saludada por distintas personalidades nacionales y extranjeras, entre ellas al papa Francisco.

### Caso Dalia Durán
En julio de 2021, la empresaria de origen cubano Dalia Durán, fue contratada como modelo del programa luego de haber sufrido violencia doméstica y sexual por parte de su expareja, el cantante John Kelvin. Durán denunció a su entonces pareja por haberla maltratado física y psicológicamente, motivando a que la Fiscalía declarara siete meses de prisión preventiva contra Kelvin. El cantante fue trasladado al penal de Lurigancho para cumplir con el dictamen.

### Expulsión del productor de programa en vivo
En junio de 2023 Andrés Hurtado despidió al productor de su programa luego de reclamar un error ortográfico cuando se dictaba una pregunta a una de las concursantes del certamen Miss Perú La Pre 2023. Posteriormente, Hurtado realizó un descargo sobre el incidente en Telemundo, en que justificó su supuesto abuso de autoridad. Tras los reclamos de los conductores, el productor fue nuevamente convocado por el propio Hurtado, y el propio presentador justificó que «esto es un show».

### Suspensión del programa
En el año 2024 Panamericana Televisión anunció que se suspendería la transmisión del programa de Andrés Hurtado después de 10 años tras conocerse una investigación judicial en su contra.

## Premios y nominaciones

#### Premios Fama
| Año  | Premio                       | Nominación              | Resultados |
| ---- | ---------------------------- | ----------------------- | ---------- |
| 2019 | Premios Fama de La República | Mejor programa sabatino | Nominado   |